# Geschichte des Designs
Geschichte des Designs bezeichnet die Geschichte des Produktdesigns und beginnt mit der Massenproduktion von Konsumgütern in der Industriegesellschaft Mitte des 19. Jahrhunderts in Europa. Weiterhin behandelt sie die Geschichte des Grafikdesign und anderer Bereiche des Designs.

## Die ersten Designer

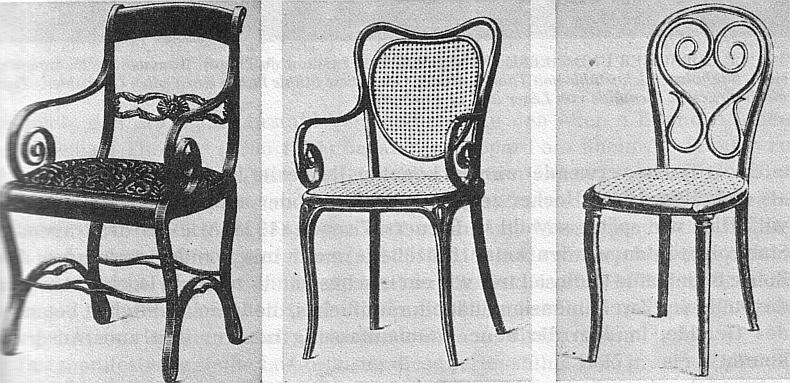
Michael Thonet: Bugholzstühle.

Die vorindustrielle Geschichte kennt keinen Designer. Erst mit der Entwicklung von Massenproduktion ergab sich die Notwendigkeit der Herstellung eines Prototyps. Diese neue Aufgabe übernahmen zumeist Künstler. Sie verfügten über das nötige räumliche Vorstellungsvermögen und zudem über ein Gespür für den Geschmack der nun anonymen Kundschaft. In England, der Wiege der Industrie, nannte man den neuen Beruf „modeller“. Einer der frühen Vertreter des Faches war John Flaxman, ein bekannter Londoner Bildhauer, der für die Geschirrfabrik Wedgwood arbeitete. Flaxmans Herkunft aus dem noblen Süden und seine Wirkungsstätte im verrauchten Norden Englands symbolisieren bereits die Dichotomie der neuen Profession.
Um 1840 arbeiteten in Manchester, dem Zentrum der Textilindustrie, etwa 500 solcher ästhetischen Zuarbeiter. Auf dem Möbelsektor wurde etwa zur selben Zeit der Deutsche Michael Thonet zum Pionier industrieller Gestaltung.
Der Designer, hervorgegangen aus der Arbeitsteilung, ist ein Kreativer, der sich dem Fabriksystem unterwerfen muss. Aus der Mittlerposition zwischen den konträren Welten Kunst und Industrie entstanden die Zweige Angewandte Kunst, Kunstgewerbe, Kunsthandwerk oder Kunstindustrie. Die darin enthaltenen Widersprüche bestehen weiter, werden aber heute durch den scheinbar einheitlichen Designbegriff weniger bewusst.
Das Berufsbild des Designers reicht vom anonymen Mitarbeiter einer Produktionsfirma bis zu unabhängigen, exzentrischen Persönlichkeiten wie Philippe Starck oder Luigi Colani, die sich wie Popstars verhalten und auch so gefeiert werden.
Das unklare Berufsbild zeigt sich auch heute noch in der großen Zahl von „Quereinsteigern“.
Unter den frühen Designern waren nicht nur Maler und Bildhauer, sondern auch Handwerker (wie Thonet), später Architekten, Innenarchitekten und Ingenieure, sowie Werbefachleute, Regisseure und Bühnenbildner. Lange war dieser offene, interdisziplinäre Charakter ein Wesenszug der neuen Disziplin. Noch bei der Entstehung der berühmt gewordenen Designabteilung der deutschen Elektrofirma Braun um die Mitte des 20. Jahrhunderts setzte sich das Team anfangs aus Vertretern der genannten Berufsgruppen zusammen. Die herausragende Bedeutung des Projekts bestand u. a. darin, dass die Firmenleitung erstmals die Selbständigkeit der Industriegestalter garantierte – nicht zuletzt gegenüber den eigenen Technikern. Auch in der zentralen Bedeutung der Beziehung zwischen Unternehmer und Designer spiegelt sich dessen Mittlerrolle. Hier liegt vielleicht eines der Geheimnisse des italienischen Designs, dem ein fixierter Kanon eher fremd ist, das immer wieder mit gut harmonierenden Unternehmer-Designer-Duos aufwarten konnte.

## Reform der Romantiker

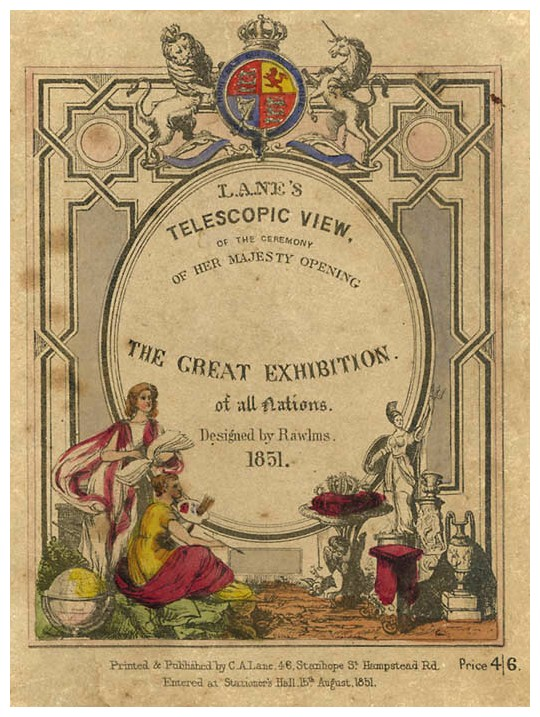
The Great Exhibition, 1851

Was die Implantierung der schönen Künste in die Fabrikhalle ansonsten hervorbrachte, hielt kritischer Betrachtung in der Regel nicht stand. In Großbritannien, wo die Industrialisierung am weitesten war, wurde auch die Kritik daran am ehesten laut. Um die Mitte des 19. Jahrhunderts erschien in London das Journal of Design, die erste Zeitschrift, die den Begriff im Titel führte und ihn mit Reformideen füllte. Henry Cole, ihr rühriger Herausgeber, polemisierte gegen „Geschmacksverirrungen moderner Designer“. Das Maschinenzeitalter hatte die Menge der Waren ungeheuer gesteigert, aber keinen eigenen Stil hervorgebracht. Man erging sich im Plündern historischer Vorbilder. Stadt und Wohnung gerieten zur Theaterkulisse. Cole entwickelte damals die didaktische Idee einer internationalen Schau für Produkte aus verschiedenen Ländern. Aus dem Plan wurde 1851 die Great Exhibition. Die erste Weltausstellung war also ein Designprojekt. Daraus ging wiederum das Victoria & Albert Museum in London hervor, der Archetyp aller Kunstgewerbe- bzw. Designmuseen.
Zu dieser Zeit erlebte England eine wirtschaftliche Rezession, die den Glauben an das neue Wirtschaftssystem erschütterte. Die Gestaltung der Industriewaren erschien plötzlich als ein wichtiger Faktor für das Wohl des Landes. Das erste Experiment einer Designreform von oben war nicht sonderlich erfolgreich. Der aus Deutschland emigrierte Architekt Gottfried Semper, der wie andere das Gros der Exponate der Great Exhibition für missraten hielt, fasste seine Eindrücke in einer „praktischen Ästhetik“ zusammen, in der er eine „neue Kunst“ proklamierte, die die Mechanisierung akzeptieren und auf „reinen Formen“ beruhen müsse. Dieses Programm, das in der ersten Hälfte des nächsten Jahrhunderts erstmals umgesetzt wurde, gilt als Beginn des modernen Industriedesigns.
In der zweiten Hälfte des 19. Jahrhunderts bildete sich in England eine Gruppe von Künstlern um William Morris. Dieser machte den Kapitalismus für die Hässlichkeiten seiner Zeit verantwortlich und wollte zurück zur vorindustriellen Lebens- und Arbeitsweise. Das Mittelalter galt ihm als Ideal. Die Anhänger dieser Alternativbewegung, die bald nach einer ihrer Ausstellungen Arts and Crafts genannt wurden, gründeten Gilden und Künstlerkolonien. Morris schaffte es, mit seiner Entfremdungskritik eine romantische Rebellion auszulösen und – ähnlich wie Karl Marx – seine antikapitalistische Vision international zu verbreiten. The Studio, die Zeitschrift der Gruppe, war bald Pflichtlektüre für zivilisationsmüde Künstler.
Arts and Crafts – sprich Kunsthandwerk – inspirierten die Suche nach dem „Echten und Ehrlichen“. In England kam es daraufhin zu einer viel beachteten Rehabilitierung des Handwerks. Im Klima des Suchens zerschmolzen Konventionen. Die Designreform und die gleichzeitig entstehende Avantgardekunst überlappten sich. Dies waren beste Voraussetzungen für den Typus des innovativen Formerfinders, Künstlerpersönlichkeiten wie Peter Behrens, Josef Hoffmann, Charles Rennie Mackintosh, Henry van de Velde oder auch Frank Lloyd Wright. Sie schufen „Gesamtkunstwerke“, ein Ideal, das im Jugendstil vorherrschte und das man z. B. beim Projekt auf der Mathildenhöhe in Darmstadt anstrebte.

## Entstehung des modernen Designs
In Deutschland entstand die Subkultur der Lebensreform, mit der so unterschiedliche Phänomene der Moderne verbunden waren wie Ausdruckstanz, Wandervögel, Biokost, Freikörperkultur und eben auch modernes Design. Nicht zuletzt nach englischem Vorbild hatten sich um 1900 in verschiedenen künstlerischen Zentren „Werkstätten“ gebildet, die das Wohnen durch neue, einfach gestaltete Einrichtungsgegenstände zu reformieren suchten. Wohl am erfolgreichsten praktizierten dies die späteren Deutschen Werkstätten in Dresden (hier war auch die Künstlergruppe „Die Brücke“ beheimatet), deren meistbeschäftigter Gestalter Richard Riemerschmid wurde. Seine schlichten „Maschinenmöbel“ standen nicht nur für den frühen Versuch, künstlerische Gestaltung und Industrieproduktion zu versöhnen, sie verkauften sich auch ausgezeichnet. „Neues Wohnen“ made in Germany fand damals auf Ausstellungen in verschiedenen Ländern einige Beachtung. Schon bei der Entstehung des modernen Industriedesigns spielte also das Möbeldesign eine Schlüsselrolle. In Zusammenhang mit der Werkstättenbewegung muss schließlich die Gründung weiterer Einrichtungen, z. B. 1926 die von Riemerschmid geleiteten Kölner Werkschulen, gesehen werden. Die wichtigste war der Deutsche Werkbund, eine nationale Organisation für gute Gestaltung, die international beispielhaft war. Eine Schlüsselfigur war das Gründungsmitglied Peter Behrens. Seine Überzeugungen konnte er schließlich als „künstlerischer Beirat“ der Elektrofirma AEG auch praktisch anwenden, indem er deren Produkte und Erscheinungsbild komplett neu gestaltete. Dies gilt als das erste Beispiel einer modernen Corporate Identity.

## Der Funktionalismus der klassischen Moderne

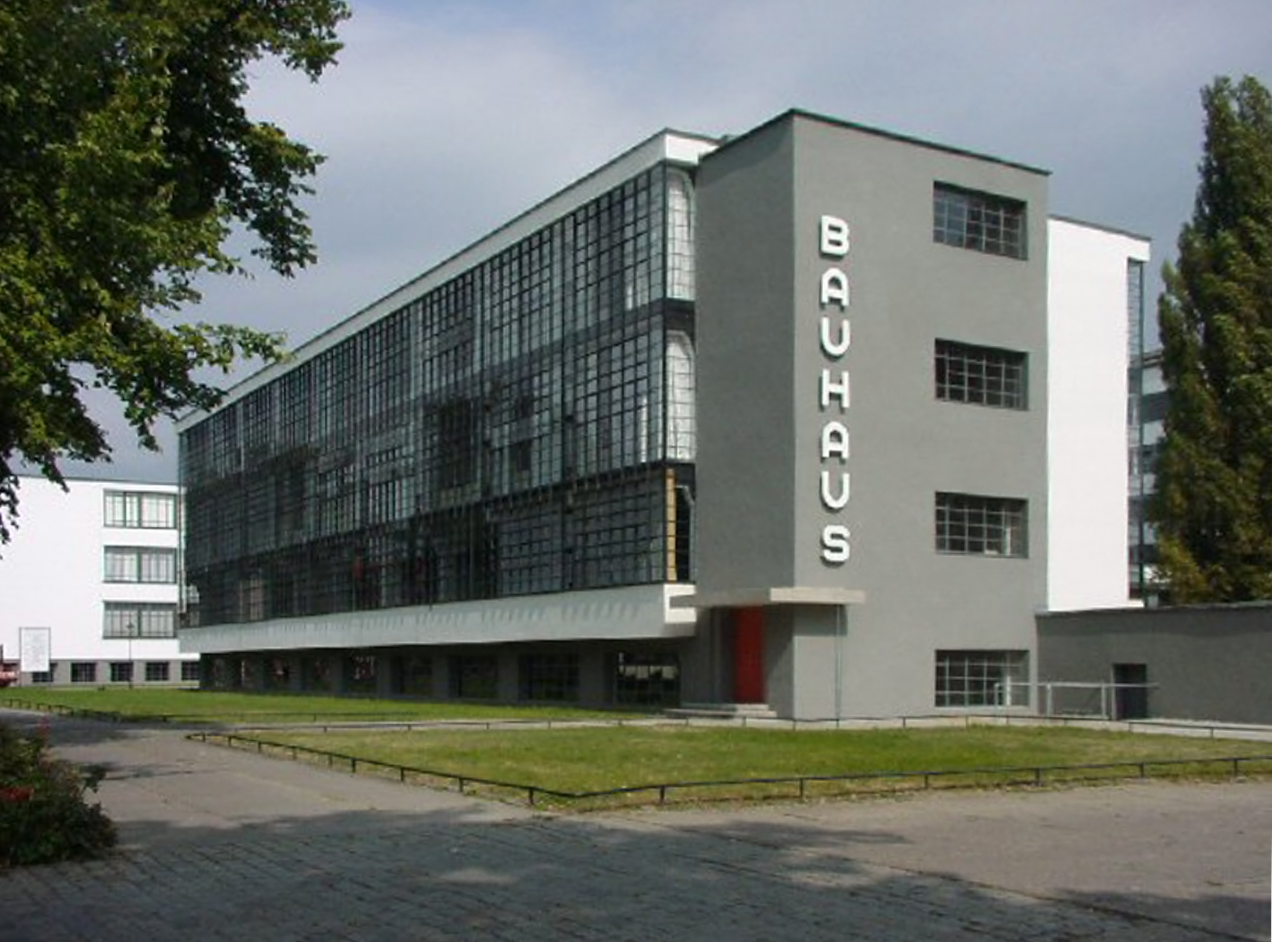
Bauhaus Dessau

Auch das Bauhaus, aus dessen Gründungsmanifest noch deutlich der Geist von Art and Crafts herauszuhören war, ist ohne die Werkstättenbewegung nicht denkbar, aber auch nicht ohne den Zusammenbruch der wilhelminischen Gesellschaft und das revolutionäre Pathos der Nachkriegszeit. Die wohl berühmteste Designschule, deren Belegschaft durchweg aus dem Künstlermilieu stammte, hat nicht zuletzt wegen ihrer Internationalität universelle Bedeutung erlangt. Der erste Direktor Walter Gropius besaß die Fähigkeit, Talente für das Projekt zu begeistern, darunter die Ungarn Marcel Breuer und Lázló Moholy-Nagy, der Russe Wassily Kandinsky und der Österreicher Herbert Bayer. Ein entscheidender Anstoß kam aus Holland. Dort hatte sich die Künstlergruppe De Stijl mit der Übertragung konstruktivistischer Ideen auf die Architektur beschäftigt. Als ihr Cheftheoretiker Theo van Doesburg am Weimarer Bauhaus Gastvorlesungen über „radikale Gestaltung“ hielt, zündete der Funke. Man sprach nun von „industrieller Formgebung“. Das Bauhaus wurde zu einem Labor für Gestaltungsexperimente und zur ersten Hochschule für modernes Design, obwohl man diesen Terminus selbst nicht verwandte. Die Professoren nannten sich „Formmeister“.

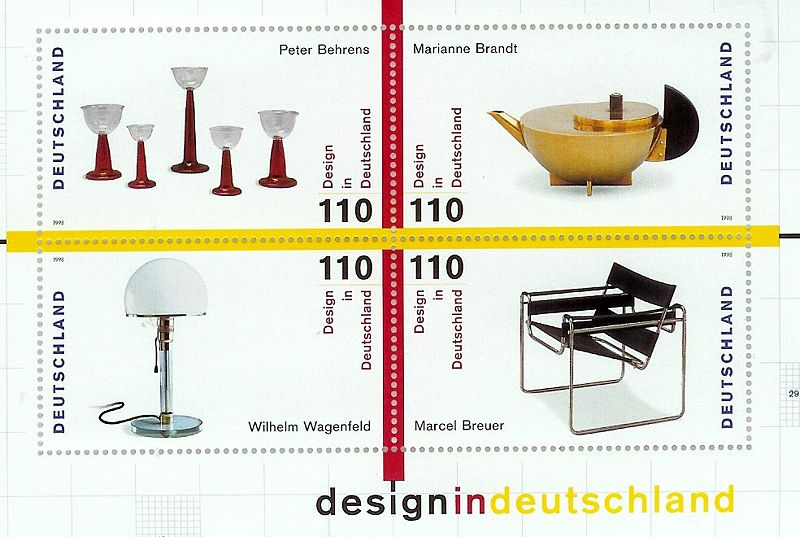
Briefmarkenblock

Wieder standen Möbel- und Wohndesign im Zentrum des Interesses. Marcel Breuer ließ sich von den Entwürfen seines holländischen Kollegen Gerrit Rietveld zu ganz ähnlichen Raummontagen anregen, ehe er mit Stahlrohrmöbeln das maschinelle Idiom in den Wohnraum einführte und damit eine Lawine auslöste. Die Bejahung industrieller Fertigung, wie sie auch der Werkbund propagierte, und die Beschränkung auf einfachste Grundformen (wie sie bereits Gottfried Semper gefordert hatte) setzten sich durch. Dabei war das Bauhaus keineswegs eine isolierte Erscheinung. Die Neue Sachlichkeit, noch Mitte des Jahrzehnts eine Angelegenheit von Avantgardisten, war bereits um 1930 in Deutschland der führende Stil der Zeit. Die Weißenhofsiedlung in Stuttgart steht für die schnelle Verbreitung jener Bewegung, die man heute „klassische Moderne“ nennt und die sich in weiten Teilen auch politisch definierte. Viele ihrer Vertreter verstanden sich als Sozialisten.
Weitaus weniger künstlerisch-formalistisch als das Bauhaus war das Projekt Neues Frankfurt, welches beispielsweise mit der Frankfurter Küche die Einbauküche revolutionierte. Die baulichen Realisierungen waren weitaus sozialer als etwa die Weißenhofsiedlung in Stuttgart.
In Frankreich existierte neben dem Funktionalismus auch der Art-Déco-Stil.
Als die Nationalsozialisten in Deutschland an die Macht kamen, verboten sie das Bauhaus und verhängten Berufsverbote gegen Juden und Avantgardisten, von denen viele emigrierten, u. a. in die USA, wo sie am Black Mountain College unterrichten konnten. Von hier aus ging eine große Wirkung auf die zeitgenössische amerikanische Kunst und das Kunstgewerbe aus.
Einige Modernisten, auch Bauhaus-Schüler, konnten jedoch weiterarbeiten. Ähnlich wie in Italien schwankte das Regime in seiner ästhetischen Linie zwischen Konservativismus und Modernismus.

## Industrial Design in den USA
Der Typ des modernen Designers entstand zweimal auf verschiedenen Seiten des Atlantiks, und zwar unter entgegengesetzten Vorzeichen. War die Klassische Moderne programmatisch ausgerichtet, entwickelte sich in den USA etwa gleichzeitig eine kommerzielle Variante: das Industrial Design. Der amerikanische Kapitalismus hatte sich im frühen 20. Jahrhundert zur ersten Konsumgesellschaft gewandelt. Neben neuartigen Vertriebsmethoden, wie Versandhandel und Supermarkt, gab es eine Vielzahl innovativer Produkte. Deren attraktive Gestaltung rückte in den Blickpunkt, als sich Mitte der 1920er Jahre Symptome von Überproduktion zeigten. Die Autobranche wurde zum Vorreiter. Der Konzern General Motors richtete 1926 eine Abteilung für „Art and Color“ ein, die den Absatz durch regelmäßige Modellkosmetik steigerte, später Styling genannt. Unternehmen in anderen Branchen übernahmen die Methode. Dies war der erste Arbeitsmarkt für industrielle Gestalter.

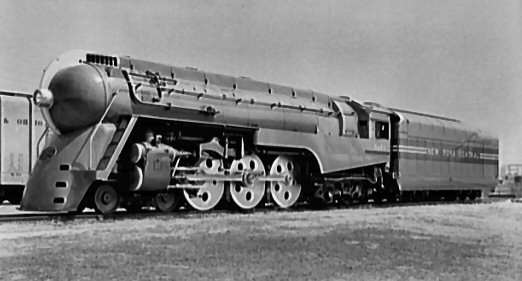
Stromlinienförmige Dampflokomotive, entworfen von Henry Dreyfuss

Zu den Männern der ersten Stunde, gehörten Henry Dreyfuss, Norman Bel Geddes, Raymond Loewy, Walter Dorwin Teague und Russel Wright. Ihr beruflicher Hintergrund war erstaunlich einheitlich. Teague und Geddes kamen aus der Werbung, ebenso Loewy, der zeitweise auch als Dekorateur gearbeitet hatte. Dreyfuss, Geddes und Wright, die sich persönlich kannten, hatten am Broadway als Bühnenbildner Karriere gemacht. Amerikas frühe Designer, die sich schließlich in der Industrial Designers Society of America zusammenschlossen (dem ersten Berufsverband ihrer Zunft), waren „commercial artists“, versierte Handwerker visueller Suggestion. Zu ihrem bevorzugten Stil wurde die Stromlinienform. In der Rezession der 1930er Jahre galt sie als das Wundermittel schlechthin. Als Loewy für die Kaufhauskette Sears einen Kühlschrank „streamline“, die Bedienfunktionen des Innenraums sorgfältig verbesserte und sich daraufhin die Verkaufszahlen in einem Jahr verdoppelten, wurde ein nationales Ereignis daraus. Loewys wieder und wieder kopierter Kühlschrank wurde zu einer Ikone des westlichen Lebensstils. Im frühen amerikanischen Industriedesign verband sich ein unbedingter, strikt kommerziell orientierter Pragmatismus mit einem hochentwickelten Talent zur Theatralik. Auf diese Weise entstand nicht nur nahezu das gesamte Inventar der Konsumgesellschaft, sondern auch ein beträchtlicher Mythenvorrat. Er manifestierte sich 1939 auf der New Yorker Weltausstellung, die weitgehend von den genannten Designern geprägt wurde, auf der aber z. B. auch die Skandinavier mit ihrer „organischen“ Formensprache erstmals große Beachtung fanden.
Seit Anfang der 30er Jahre betätigte sich das New Yorker Museum of Modern Art als Sprachrohr der klassischen, stark deutsch geprägten Moderne, für die man nun den von einem Ausstellungstitel abgeleiteten Namen International Style verwandte. Dieser gewann an Bedeutung, als gegen Ende der 1930er Jahre nahezu die gesamte Bauhaus-Elite in die USA emigrierte und als Professoren die radikale Formlehre verbreitete.

## Wortgeschichte
1950, nach einer Amerikareise, bei der er die Designelite der führenden Industrienation kennengelernt hatte, gründete der Schwede Sigvard Bernadotte in Kopenhagen ein Büro für Industriedesign, wohl die erste Firma außerhalb der USA, die diesen Namen trug und das Agenturmodell ebenfalls adaptierte. Zwei Jahre später hatte Raymond Loewy, ein gebürtiger Franzose, eine Filiale in Paris eröffnet. Den Amerikanismus wollte er seinen Landsleuten damals noch nicht zumuten. Er nannte die Firma Compagnie de l‘Estétique Industrielle.
Der Designbegriff wurde nun auch dorthin re-importiert, wo er eigentlich herkam, nämlich nach Großbritannien. Im Englischen fächert sich das Wort, das dem gleichbedeutenden französischen dessin entlehnt ist und sich ursprünglich vom lateinischen designare, beziehungsweise italienischen disegno herleitet, in eine Reihe verwandter Bedeutungen auf, wie Entwurf, Zeichnung, Schema und Muster, wird aber auch für die Konstruktion im technischen Sinn verwendet sowie für deren Gegenteil, die Dekoration. Dabei kann entweder das Entwerfen als Vorgang gemeint sein oder das Produkt, das daraus hervorgeht. Dies wird häufig nicht scharf getrennt. Als wäre das noch nicht genug Anlass für Missverständnisse, wurden dem schimmernden Abstraktum in seiner Geschichte noch einige weitere Bedeutungen hinzugefügt. Lange war es außerhalb der englischsprachigen Welt nur Fachleuten geläufig und gelangte erst in den 1980er Jahren in den allgemeinen Sprachgebrauch der westlichen Welt.

## Der späte Funktionalismus, die gute Form

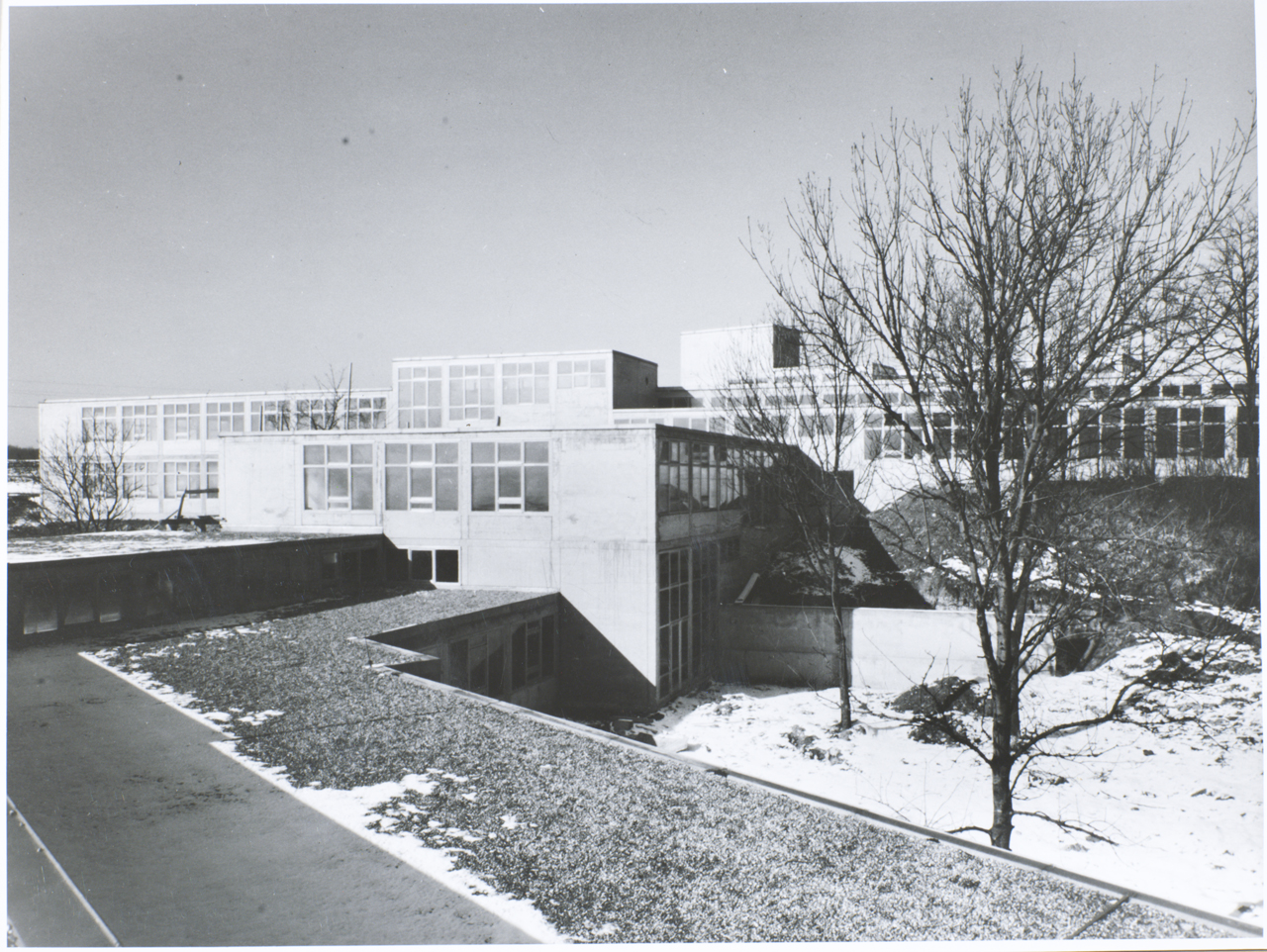
Hochschule für Gestaltung, Ulm; Architekt: Max Bill

Die Idee, das Museum als Institut der Geschmacksbildung einzusetzen, stammt aus dem 19. Jahrhundert und wurde in der Nachkriegszeit von den Besatzungsmächten aufgegriffen, als Erziehungsmethode „für die von der Diktatur verdorbenen Deutschen“. Auch die wichtigste Designinstitution nach dem Zweiten Weltkrieg, die Hochschule für Gestaltung Ulm, war ein Versuch kultureller Umerziehung und funktionierte nur mit jener Million, die der amerikanische Hochkommissar dafür zur Verfügung stellte. Max Bill, ihr Architekt und erster Direktor, hatte es 1949 fertiggebracht, eine Ausstellung zum Thema „gute Form“ auf die Beine zu stellen. Zu einer Zeit, als deutsche Städte noch in Trümmern lagen und die Gedanken sich darum drehten, ob man am nächsten Tag etwas zu essen hat, ein erstaunlicher Idealismus. Den teilten damals zahlreiche deutsche Intellektuelle, die sich nach einem Neuanfang sehnten und, wie der Physiker Werner Heisenberg und der Schriftsteller Carl Zuckmayer, das Projekt unterstützten. Die neue Hochschule verstand sich explizit als Bauhaus-Reinkarnation. Wie beim berühmten Vorbild – und zuvor bereits bei den Deutschen Werkstätten – ging man von der Vorstellung aus, dass die gestaltete Umwelt ein integraler Bestandteil des Lehrplans sei. Das Hochschulgebäude mit seinen großflächigen Fenstern und kargen Betonwänden – der Architekt war Max Bill – verströmte genau jenen Purismus, wie er später auch in den Produkten zutage trat. Durch die Zusammenarbeit mit der Elektrofirma Braun, deren Erscheinungsbild und deren Produkte man Mitte der 1950er Jahre neu konzipierte, konnten die Ulmer Grundsätze erstmals praktisch umgesetzt werden. Dabei waren der Grafiker Otl Aicher und der Produktgestalter Hans Gugelot entscheidende Akteure. Es gab aber auch andere Vorbilder, wie etwa der italienische Büromaschinenhersteller Olivetti, dessen Werbeabteilung ebenso innovativ war wie die zumeist vom Architekten Marcello Nizzoli entworfenen Produkte.
Stilbildend waren jetzt die wirtschaftlich übermächtigen Vereinigten Staaten, allen voran das Paar Ray und Charles Eames. Aber auch die Kriegsverlierer Deutschland und Italien und nicht zuletzt Skandinavien setzten starke Impulse. Ab 1954 war die Ausstellung „Design in Scandinavia“ mehrere Jahre kreuz und quer durch Nordamerika getourt. Diese vielleicht erfolgreichste Designkampagne aller Zeiten zog eine Serie weiterer Ausstellungen zum selben Thema nach sich. Kein wichtiges Land wurde ausgelassen. Bis dahin wären weder ein Arne Jacobsen noch ein Bruno Mathsson auf die Idee gekommen, sich als Designer zu bezeichnen. Die plötzlich international so gefragten Skandinavier verstanden sich daheim als Architekten, Künstler, Kunsthandwerker oder Formgeber. Mit der Wortschöpfung „skandinavisches Design“ wurden sie zu Designern erklärt. Die älteren Bezeichnungen begannen nach und nach zu verschwinden. Skandinavisches Kunsthandwerk, um das es sich im Wesentlichen handelte, verkörperte Qualitäten, die dem nahekamen, was man in Amerika nun unter „Good Design“ verstand – das Pendant zur „guten Form“. Seit das Museum of Modern Art eine Ausstellungsserie unter diesem Titel organisiert hatte, drang die Vorstellung vom endgültigen, »klassischen« Stil in Form des Funktionalismus nordischer Provenienz erstmals bis in die guten Stuben der Mittelklasse vor. Die neue Aufklärungspolitik wurde auch von den Design Councils getragen, die nach amerikanischem Vorbild in fast allen westlichen Ländern entstanden waren. Vor allem jene Länder, die den Export schöner teurer Waren in die USA als Möglichkeit entdeckt hatten, ihre Handelsbilanz zu sanieren, bedienten sich der neuen Terminologie. So kam es, dass man in Dänemark nur mehr von „Danish Design“ sprach und aus Italien „Bel Design“ ausgeführt wurde. Design als allgemein gebräuchlicher Amerikanismus, wie wir ihn heute kennen, war ein in den 1950er Jahren eingeführter Vermarktungsbegriff, der eine semantische Affäre mit der funktionalistischen Weltverbesserungsmentalität einging. Das Design Council der USA hat es damals in einem Slogan auf den Punkt gebracht, um den es ging: Good Design and Good Business.

## Postmoderne

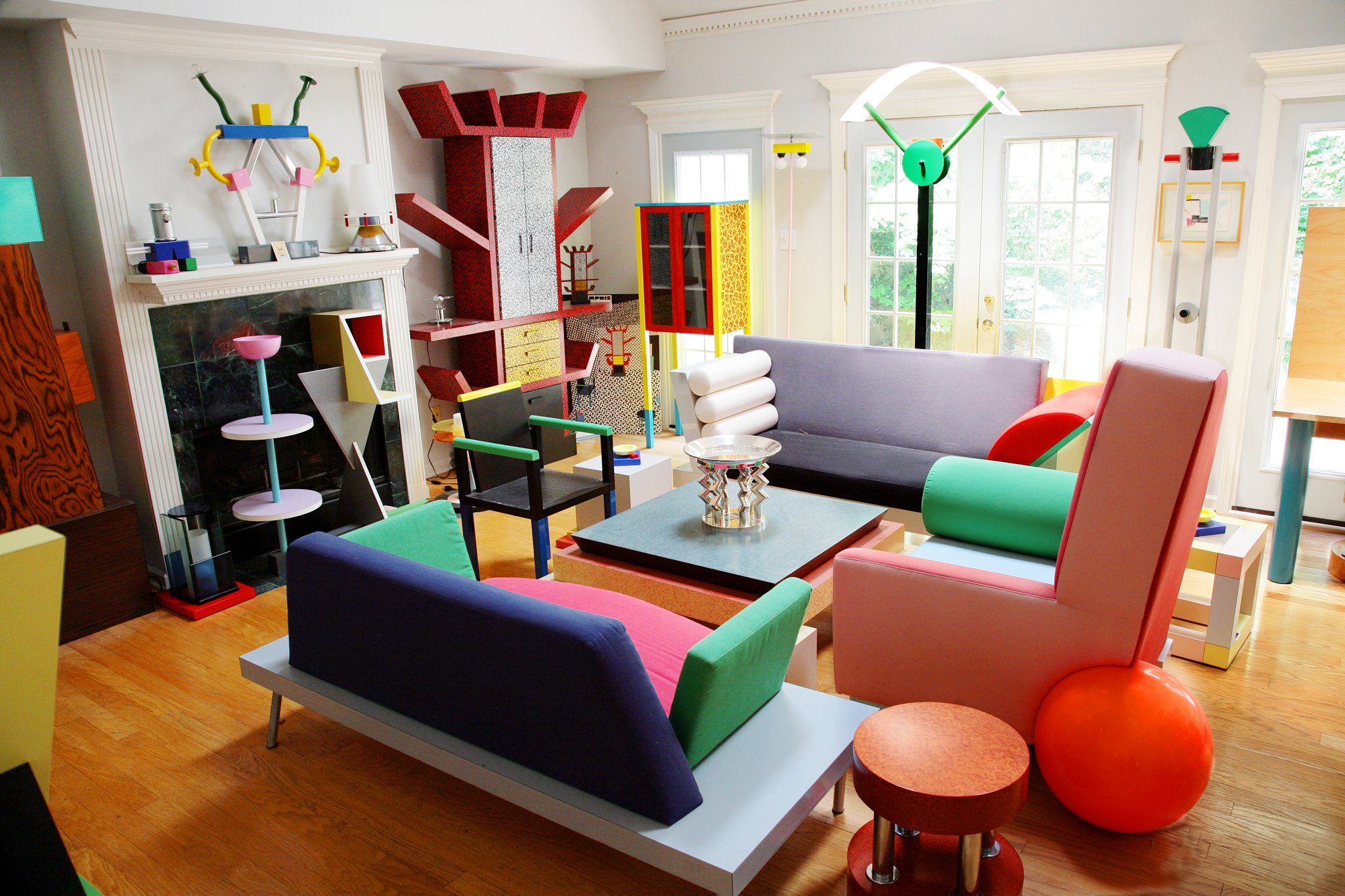
Objekte der Memphis-Gruppe

Als die Gruppe Memphis 1981 erstmals ihre schrägen Objekte vorführte, reagierte die zunächst verdutzte Öffentlichkeit bald so, als hätte sie schon lange auf diese Frechheit gewartet. Zwar gab es etliche Kritiker, die die Respektlosigkeiten kaum verkrafteten. Aber letztlich herrschte allgemeiner Konsens: Memphis fegte – ähnlich dem Punk in der Popmusik – wie ein reinigender Gewittersturm die letzten Tabus der Designgeschichte hinweg. Der Vorsatz, Design sei für die Ewigkeit da, wurde ad acta gelegt (und im besten Falle in der Nische ökologischer „Nachhaltigkeit“ abgelegt).

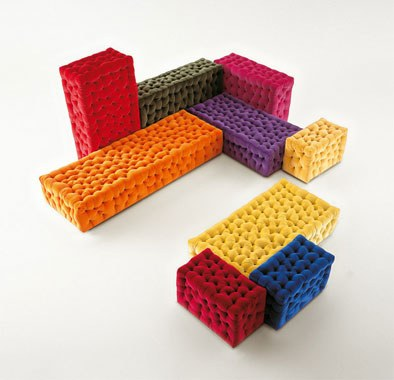
Divan von Gaetano Pesce, inspiriert von der Form der Michetta, einem typischen Mailänder Gebäck

Stattdessen gewannen Oberflächlichkeit und ein hemmungsloser Eklektizismus die Oberhand. Auch wenn es sich hierbei letztlich nur um den „Great Design Swindle“ gehandelt haben sollte, war es eine Zäsur, die sich bereits lange angedeutet hatte: im plastilinen Popdesign der 1960er Jahre, in Arbeiten wie denen des Gaetano Pesce, eines Kunstdeserteurs, der das Lustprinzip wieder einsetzte, vor allem aber in jener im italienischen Untergrund entflammten Protestbewegung des „Radical Design“, die den Funktionalismus als Ideologie schmähte. In einer Zeit, in der Antikapitalismus unter Kreativen zum guten moralischen Ton gehörte, konnte auch das Design nicht ungeschoren bleiben. Die Folge war ein romantisches Déjà-vu-Erlebnis: zwar wurde auch das Kunsthandwerk als überflüssiger bürgerlicher Luxus verdammt, andererseits stand Selbstverwirklichung auf der Werteskala der jungen Skeptiker ganz oben an. Nicht wenige fanden deshalb im Kunsthandwerk – wie eins William Morris – den Schlüssel zu einer besseren Welt.
Aber weder Kapitalismus noch Design waren am Ende. Im Gegenteil: die struppigen, antiautoritären 1960er Jahre öffneten erst die Schleusen. Nonkonformismus und Popkultur schafften die Voraussetzung für etwas wirklich Neues: den Lifestyle-Konsum. Im Zuge eines nie dagewesenen Hedonismus avancierten Designmarken zu Statussymbolen, Designer zu Popstars und ihr Beruf zum Traumberuf der MTV-Generation. Design ging endgültig in den Weltwortschatz ein. Italiens Stärke, die es zur führenden Designnation machte, waren nicht zuletzt Unternehmer, die diesen Namen verdienten und die das Autorendesign verstärkt mit ausländischem Kreativpersonal (der Memphis-Mentor und Artemide-Chef Ernesto Gismondi ist nur ein Beispiel). Wo nicht nur alles erlaubt ist und wir uns längst daran gewöhnt haben, lustvoll durch die Stile zu zappen, können auch Industrie und Avantgarde zwanglos fusionieren.
Ein Land, in dem das im Regierungsprogramm steht, ist Großbritannien. Dort hatte man während der flauen achtziger Jahre die „creative industry“ zum neuen Motor für das Bruttosozialprodukt erklärt. Von Megaagenturen mit hunderten von Schlips-und-Kragen-Designern bis zu Stylesurfern wie Neville Brody, die ihr Material von der Straße auflesen, von Jasper Morrison, dem Guru der neuen Einfachheit, bis Ron Arad, wohl einem der profiliertesten „Designer-maker“. So nennt man jene Einzelkämpfer, die, meist mit künstlerischem Hintersinn, Versatzstücke der Zivilisation recyceln und eigentlich für ihre renitente Haltung gegenüber jener Industrie bekannt sind, der sie dann doch einen Innovationsschub verschafften.
Die Briten etablierten London – neben Mailand – zu einer Designmetropole und die jährliche Messe 100% Design zu einem Erfolgsprojekt. Es folgte der Neo-Skandinavismus, schließlich Frankreich, wo die Generation nach Starck international reüssierte. New York, wo Ende der 1990er eine Designmeile entstanden war, bekam mit Karim Rashid einen neuen Designfürsten in der Tradition Raymond Loewys. Wobei es sicher kein Zufall ist, dass beide Emigranten sind. Die internationale Vernetzung, die das Design immer bestimmt hatte, wurde im Zeitalter des Jets und des Internets noch enger. Ausdruck davon ist auch die weltweite Verbreitung des Autorendesigns, das einst der Metallwarenhersteller Alessi eingeführt hatte. Nach dem System von Operntenören wird die internationale Designelite verpflichtet. Gleichzeitig ist Design auch in den Massenkonsum eingedrungen.
Die weitestgehende Digitalisierung des Designprozesses vom Modell bis zum Produktionswerkzeug beschleunigte noch das Stilkarussell. Ob Auto-, Elektronik- oder Möbelbranche, eine Modellfolge in nie gekannter Vielfalt und Frequenz fordert nun die Verbraucher. Auch die Welle der Re-Editionen wurde hierdurch möglich. Es scheint sich das zu bewahrheiten, was der Urvater aller Postmodernisten, Josef Frank, schon zu Bauhauszeiten wusste: „Welchen Stil wir auch verwenden ist unwichtig. Was die Moderne uns gegeben hat, ist die Freiheit.“